# أدولف فون ليبنبرج

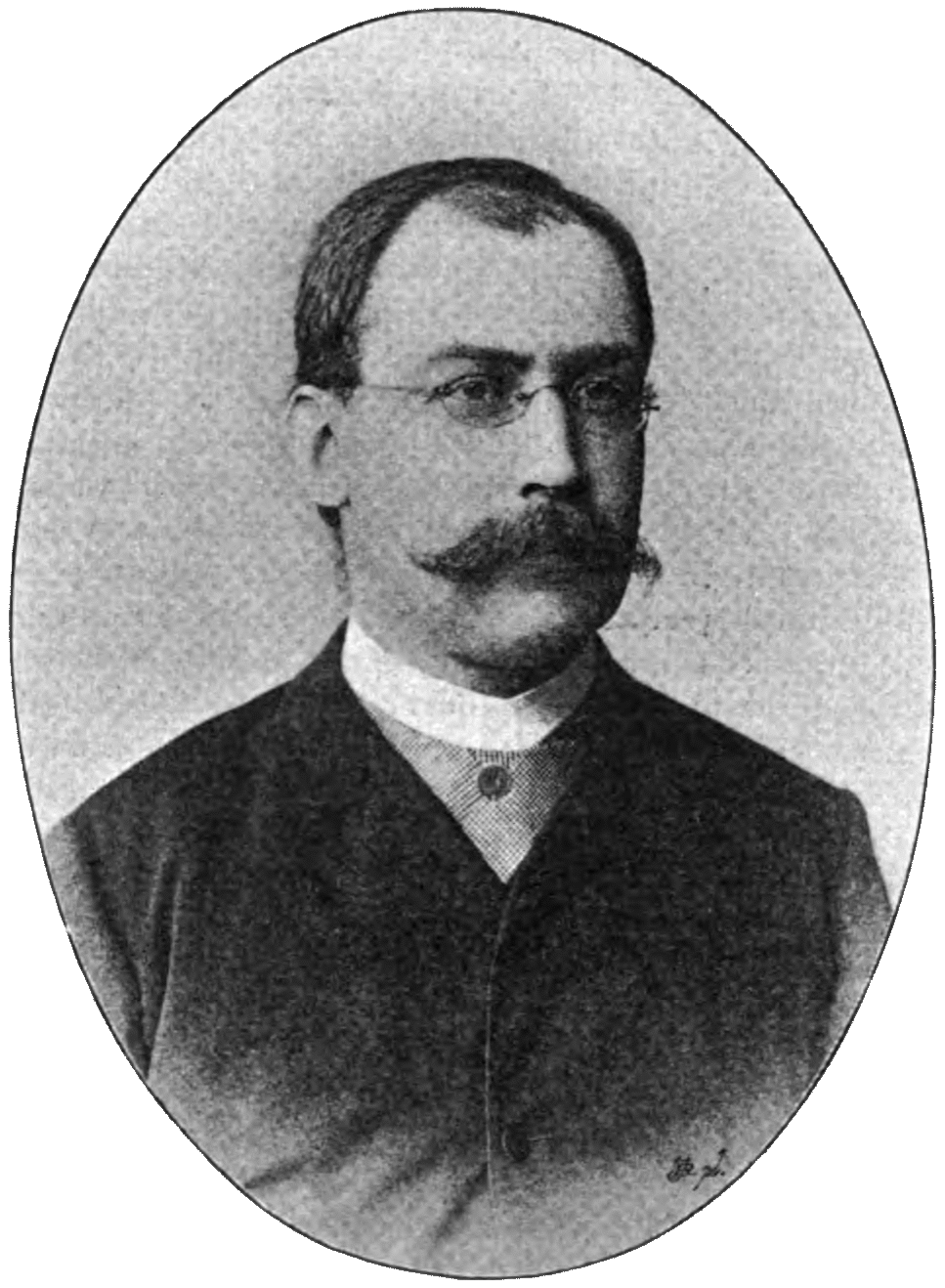
Adolf von Liebenberg

ريتر أدولف فون ليبنبرج أو ليبنبرج فون زسيتن (15 سبتمبر ,1851 ,كومو ,لومباردي - 6 مايو , 1920 ,فيينا) كان مزارعًا نمساويًا وباحثًا في إنتاج المحاصيل (بالألمانية: Agrarfachmann, Getreidewissenschaftler). قام بالتدريس في جامعة كونيجسبيرج وفيينا.

## روابط خارجية
- Adolf Ritter von Liebenberg und von Zsittin at www.catalogus-professorum-halensis.de باللغة الألمانية
- Österreichisches Biographisches Lexikon 1815-1950 - biography (pdf) باللغة الألمانية